# Роберт Іннес
Роберт Торберн Ейтон Іннес (англ. Robert Thorburn Ayton Innes; 10 листопада 1861 — 13 березня 1933) — шотландський та південноафриканський астроном, член Единбурзького королівського товариства (1904).
Народився в Единбурзі. Освіту здобув самостійно. У 1896—1903 працював в обсерваторії на мисі Доброї Надії, у 1903—1927 — директор Йоганнесбурзької обсерваторії.
Наукові роботи належать до спостережної астрономії. Відомий численними спостереженнями подвійних зір, відкрив 1628 нових пар на південному небі, опублікував у 1899 і 1927 каталоги південних подвійних зір. Проводив також систематичні спостереження змінних зір (відкрив понад ста змінних), спостерігав галілеєві супутники Юпітера, покриття зір Місяцем. Був одним з піонерів застосування блінк-мікроскопа в астрономії. За допомогою цього приладу відкрив найближчу до Сонця зірку — Проксіма Центавра. У 1920 році відкрив зорю, згодом названу на його честь — зорю Іннеса, — виявивши її швидкий власний рух і вимірявши паралакс.